# Vasa (Schiff)
Die Vasa (oder historisch: Wasa) war eine schwedische Galeone, die zu den größten und am stärksten bewaffneten Kriegsschiffen ihrer Zeit zählte. Bereits zu Beginn ihrer Jungfernfahrt am 10. August 1628 sank die Vasa nach nur etwa 1300 Metern Fahrtstrecke bei normalem Seegang wegen schwerwiegender konstruktiver Instabilität. Nach Bergung 1961 wurden ihre Bestandteile stabilisiert und restauriert. Sie ist heute im Vasa-Museum in Stockholm ausgestellt. Das Schiff trägt den Namen der schwedischen Königsdynastie Wasa (schwedisch vasa).

## Historische Hintergründe
König Gustav II. Adolf von Schweden ließ um die 1620er Jahre drei große Kriegsschiffe, die Äpplet, die Vasa und die Kronan bauen. Sie sollten die Interessen des lutherischen Schweden gegen das katholische Polen während des Dreißigjährigen Krieges zur Geltung bringen. Schweden wollte als aufsteigende Seegroßmacht vor allem den Import von Hanf aus dem Baltikum zur Herstellung von Tauwerk für neue Schiffe sicherstellen.
Neben religiösen und strategischen Gründen für den Krieg gab es auch persönliche: Gustav II. Adolfs Vater, Karl IX., hatte seinen Vetter, den polnischen König Sigismund III. Wasa, zuvor vom schwedischen Thron verdrängt, den dieser nun zurückzuerobern hoffte.
Der erste Auftrag der Vasa sollte die Blockade der Weichselmündung bei Danzig sein.

## Der Bau derVasa
Der Bau der Vasa war für Schweden auch ein Prestigeprojekt. Sie war mit 64 Kanonen bestückt. Das Schiff hatte eine Gesamtlänge von 61 Metern ohne Bugspriet und Laterne, eine Länge zwischen den Steven von 47,5 Metern, eine Kiellänge von 38,34 Metern und war mit Beplankung 11,3 Meter breit. Von der Unterseite des Kieles bis zum Flaggenknopf des Großmastes maß es 52,2 Meter. Die gesamte Segelfläche lag bei etwa 1.300 m² und der Heckspiegel endete 15,2 Meter über dem Wasserspiegel bei einem achterlichen Tiefgang von 4,8 Metern.

### Rohbau

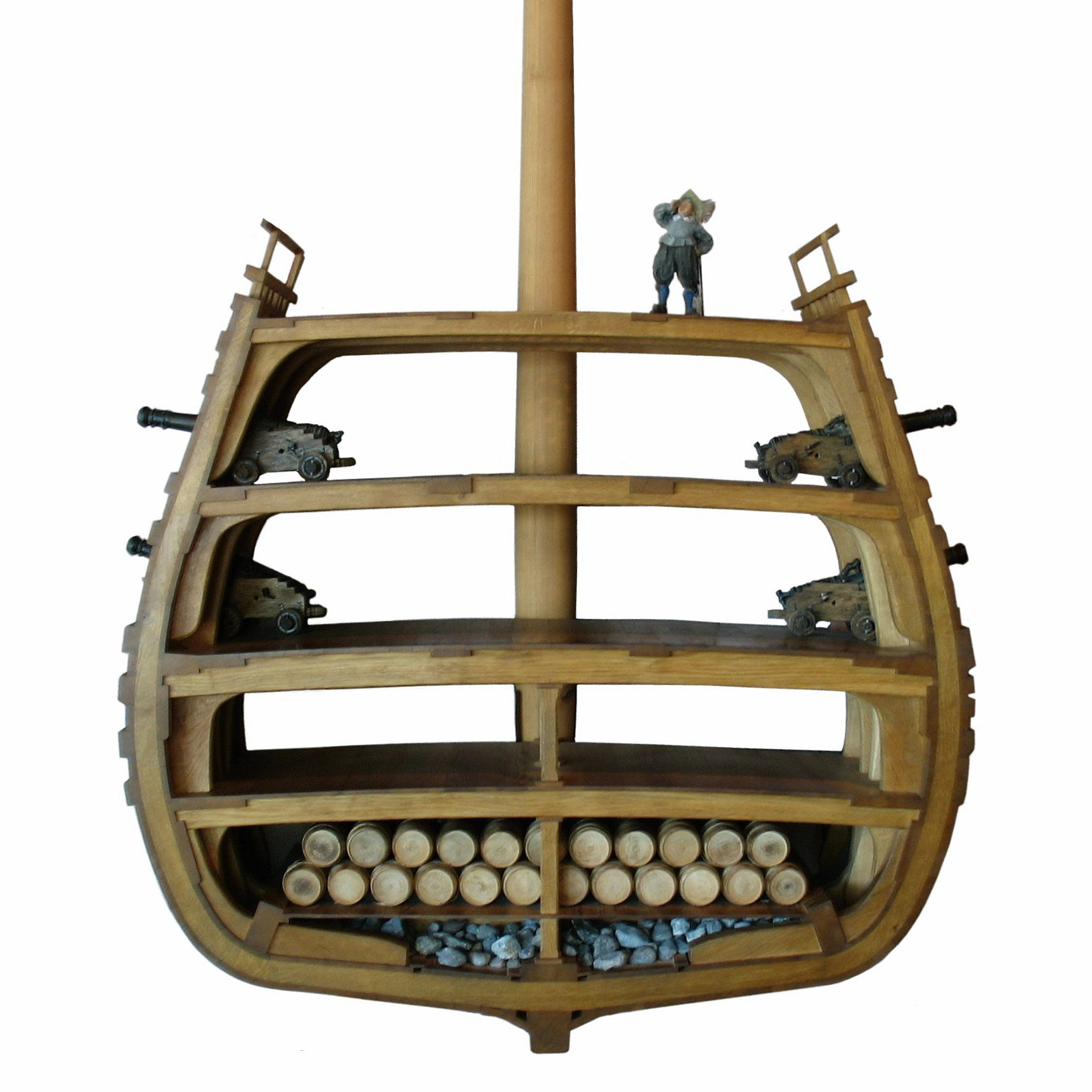
Querschnitt-Modell der Vasa

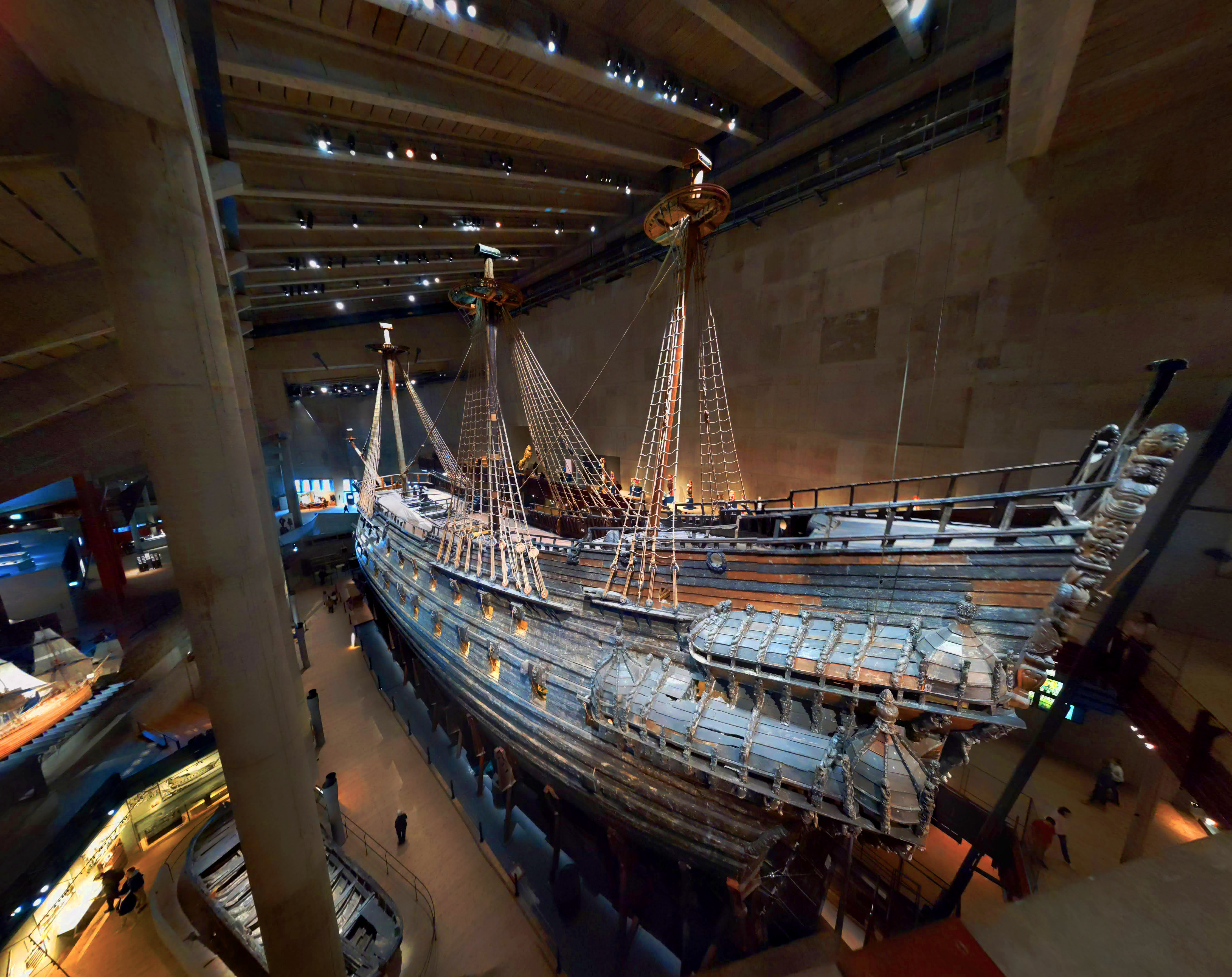
Backbordseite der Vasa

Die Vasa war Bestandteil einer größeren Bestellung über drei Schiffe. Das erste Schiff war die Äpplet.
1625 wurden ca. 1.000 Eichen für den Bau der Vasa gefällt. Die Zimmerleute gingen mit Schablonen für die einzelnen Schiffsteile durch die Wälder Södermanlands und wählten passende Bäume aus. Das Holz wurde zur Halbinsel Blasieholmen im heutigen Stockholmer Stadtteil Norrmalm gebracht, wo am 1. Januar 1626 der eigentliche Bau begann.
Der verantwortliche Schiffbaumeister war der Holländer Henrik Hybertsson (Hendrik Hybertszoon, † Mai 1627). Zu dieser Zeit gab es noch keine Planzeichnungen in heutiger Form. Stattdessen benutzte man überlieferte Proportionen, die einem Schiff gute Eigenschaften geben sollten. Hybertsson richtete sich, wie bei Baubeginn gefordert, nach Proportionen für ein Schiff mit nur einem einzigen Kanonendeck. 
Einer bekannten Geschichte zufolge, deren Evidenz aber bisher nie nachgewiesen werden konnte, habe Gustav II. Adolf erfahren, dass der dänische König Christian IV. ein ähnlich großes Schiff, die Sancte Sophia, auch Store Sophia genannt, bauen ließ. Daher habe er 1627, fünf Monate nach Baubeginn, die Anweisung gegeben, auf dem oberen Batteriedeck Kanonen in gleicher Zahl und vom gleichen Kaliber wie auf dem unteren Batteriedeck zu installieren, um so die Feuerkraft weiter zu erhöhen. Dadurch ging jedoch die Lagestabilität des Schiffes, die auf den Ballaststeinen im Rumpf basierte, weitgehend verloren und das Schiff wurde topplastig. Durch die erhöhte Masse und den damit verursachten größeren Tiefgang gerieten zudem die Öffnungen für die unteren Kanonen bereits bei geringer Krängung unter die Wasserlinie, wobei der erhöhte Schwerpunkt die wind- oder ruderlagenbedingte Krängung zusätzlich vergrößerte.

### Ausschmückung

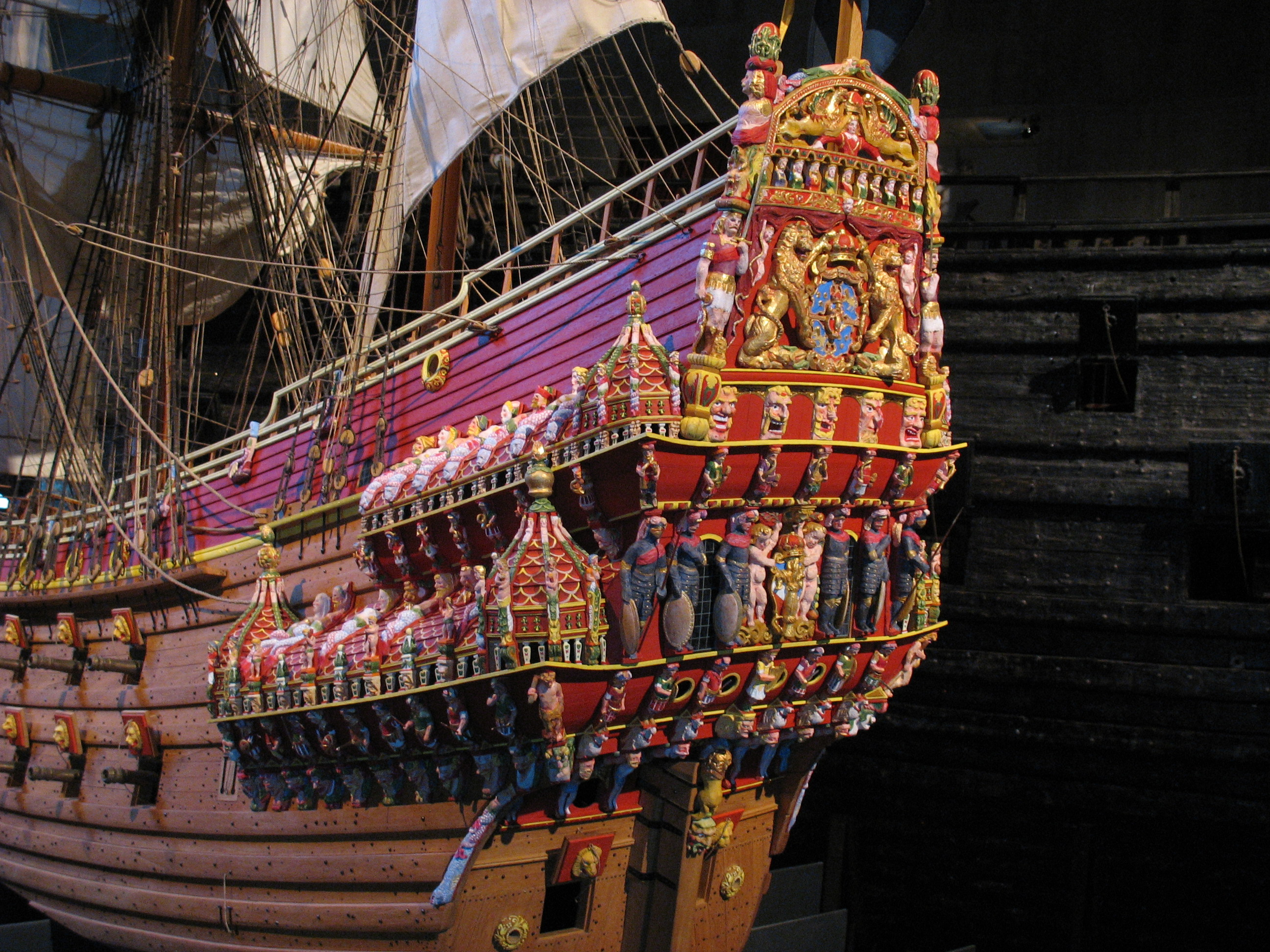
Modell des Hecks in mutmaßlich ursprünglicher Farbgebung

Über 700 Statuen, deren fratzenhafte Gesichter Schwedens Stärke demonstrieren und den Gegner demütigen und ängstigen sollten, zierten die Vasa. Es war ein Gewimmel aus römischen Kriegern, Löwen, Nixen, Phantasiefiguren und griechischen Gottheiten. Die Figuren entstanden im Renaissance- und frühen Barockstil. Die Inspirationen kamen hauptsächlich aus der Bibel, aber auch aus griechischen und römischen Sagen und aus verherrlichten schwedischen Königsstammbäumen.
Die Farbgebung der Vasa war nach der Bergung längere Zeit unbekannt. Untersuchungen, die von 1990 bis 1999 unter der Leitung von Peter Tångeberg durchgeführt wurden, zeigen, dass die Figuren in leuchtend bunten Farben bemalt waren. Dazu wurden die Figuren unter dem Rasterelektronenmikroskop auf Spuren von Pigmentteilchen oder bestimmten Bindemitteln untersucht. So war zum Beispiel Blau unter dem Rasterelektronenmikroskop an der Bruchlinie der Glaskristalle erkennbar: Es wurde sehr billig herzustellendes Schmalt verwendet, das einen Farbton wie das englische RAF-Blau ergibt und in besonderem Maße lichtbeständig ist. Im Zuge der Forschungen wurden auch Vergleichsstudien mit Altären aus jener Zeit durchgeführt.

## Besatzung
Die Besatzung der Vasa bestand aus 437 Mann. Aus dem Jahr 1628 stammt ein Vorschlag, wie die Besatzung aufgeteilt sein sollte:
- Offiziere: Kapitän (1), Leutnants (2)
- Unteroffiziere: Oberschiffer (1), Unterschiffer (1), Hochbootsmann (1), Hochbootsmannsmaat (1), Steuerleute (2), Quartiermeister (4), Chefkanonier (1), Schiffsprofos (1)
- Handwerker und Facharbeiter: Zimmerleute (4), Bootsmänner (2), Bootsmannsmaate (4), Koch (1), Bottelier (1)
- Gemeine Seeleute (90)
- Kanoniere (20)
- Soldaten (300)

Zum Zeitpunkt des Unglücks waren keine Soldaten und mindestens eine Frau an Bord.

## Der Untergang derVasa

Stockholm mit Fahrt der Vasa von der Werft (1) über das Schloss (2) zur Unglücksstelle (3)

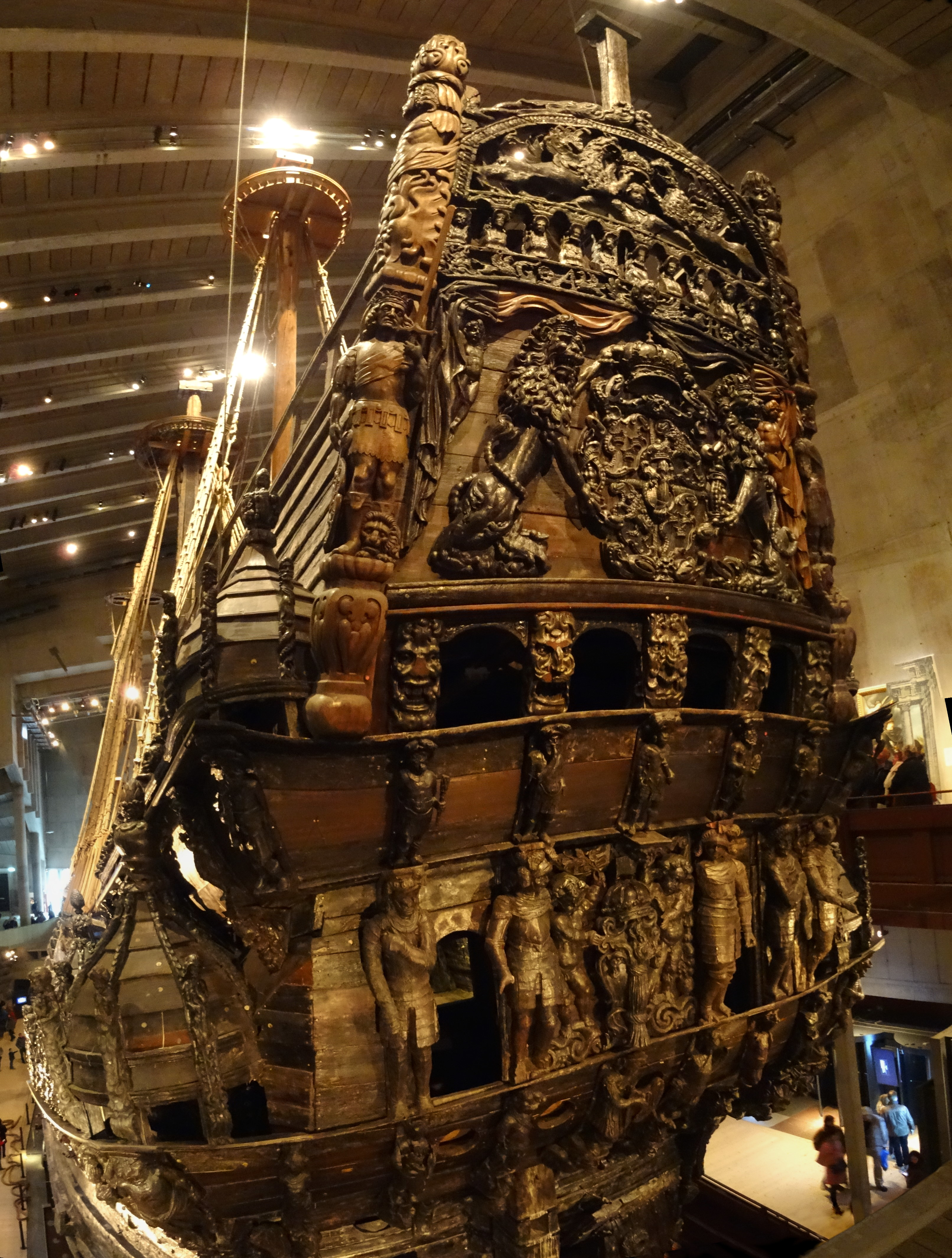
Blick auf das Heck

Zuerst überführte man die Vasa von der Werft zum Ufer vor der königlichen Burg Tre Kronor. Kapitän Söfring Hansson ließ das Schiff ausrüsten und eine Probe durchführen, die die Stabilität des Schiffes testen sollte. Sie bestand darin, dass 30 Mann der Besatzung von einer Seite des Schiffes zur anderen rannten. Das Schiff schwankte dabei so sehr, dass man sich zum Abbruch des Versuchs entschloss.
Trotz dieses Problems lichtete die Vasa unter Kapitän Söfring Hansson Jute am 10. August 1628 die Anker. Vier Segel wurden gesetzt und Salut geschossen. Eine der alten Quellen gibt an, dass das Schiff schon auf den ersten Metern trotz geringen Windes eine bedrohliche Schräglage hatte. Der erste stärkere Windstoß ließ das Schiff nach etwa 1.300 Meter kentern; es starben schätzungsweise dreißig bis fünfzig Menschen. Somit dauerte die Jungfernfahrt der Vasa nur ca. 20 Minuten.

## Gerichtsprozess
Unmittelbar nach dem Untergang wurde ein Prozess gegen die vermeintlich Schuldigen eröffnet. Zuerst hatte der Reichsrat die Untersuchung geleitet, ab dem 5. September 1628 wurde ein eigener Gerichtshof berufen. Über seine Mitglieder ist nur wenig bekannt; laut den Unterlagen waren beteiligt ein Mitglied des Staatsrates, zwei Kapitäne, Stockholms Oberbürgermeister, der Bruder des Kanzlers, zwei weitere Notablen und ein Unternehmer. Von seinen sechzehn Mitgliedern waren sechs Reichsräte; den Vorsitz hatte Reichsadmiral Carl Carlsson Gyllenhielm.
Vorgeladen wurden folgende Personen: Kapitän Söfring Hansson, Generalfeldzeugmeister Eric Jönsson, Leutnant Peter Gierdsson, Segelmeister Jöran Mattson, Bootsmann Per Bertilsson, Schiffbaumeister Hein Jacobsson, der Bruder des verstorbenen Schiffbaumeisters und Kaufmann Arent Hybertsson de Groot sowie Johan Isbrandsson – wohl eine Art königlicher Werftaufseher.

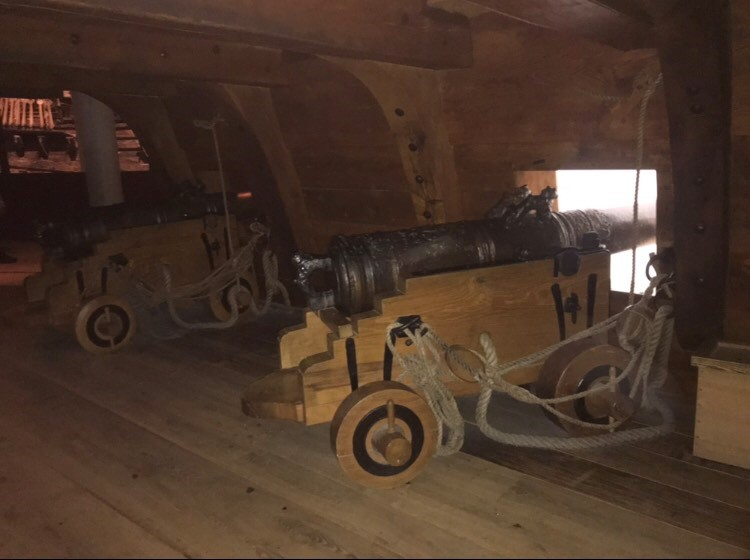
Nachgebauter Ausschnitt des Geschützdecks

Im Verlauf der Untersuchung waren die Topplastigkeit und geringe Breite des Rumpfes als Ursachen für den Untergang erkannt worden. Ein einzelner Schuldiger war nicht auszumachen; Konstrukteur Hybertsson war noch vor Fertigstellung des Schiffs verstorben. Der Prozess führte zu keiner Verurteilung.

## Bergungsversuche
Gleich nach dem Untergang wurden erste Versuche unternommen, das Schiff als Ganzes zu heben. Ein Engländer namens Jan Bulmer erhielt die erste Bergungslizenz in Schweden. Trotz Unterstützung durch die Flotte gelang es nicht, das Wrack anzuheben. Jedes Mal sprangen die Rollen aus den Blöcken oder die Trossen und Anker rissen. Eine Vielzahl von Abenteurern und Schatzsuchern aus ganz Europa sprachen beim Reichsrat wegen einer Lizenz vor. Erst nach mehr als zehn Jahren verebbte langsam das Interesse und für fast zehn weitere Jahre trat Ruhe ein. Mit Alexander Forbes begann erneut die Reihe der Bergungsversuche. Der Engländer in schwedischen Armeediensten behauptete, alle Arten von Schiffen heben zu können. Als Nichtfachmann vergab er die zwölfjährige Lizenz weiter an Geschäftspartner. Nach deren Tod vergab er sie 1656 an ein Syndikat, dem der schottische Taucher Jacob Maule und der schwedische Oberst Hans Albrecht von Treileben angehörte. Dieser schaffte es, eine Bergungslizenz zu erwerben, die aber nicht das Stockholmer Hafengebiet einschloss. Er barg erfolgreich Kanonen aus den Wracks der Brederode, der Sancta Sophia und dem schwedischen Schiff Resande Man. Dadurch konnte er endlich 1663 die benötigte Lizenz erwerben und ab Oktober den Untergangsort der Vasa untersuchen. Es gelang seinen Tauchern in Taucherglocken, 53 bronzene Kanonenrohre aus dem Wrack zu bergen. Treileben beendete 1665 diese Aufgabe. Die noch aus dem Wasser ragenden und die Schifffahrt behindernden Masten wurden wenige Jahre später gekappt (der Rumpf lag tief genug, um die Schifffahrt nicht einzuschränken). Mit der Hebung eines letzten Rohres 1683 verschwand das Wrack aus dem Bewusstsein der Öffentlichkeit.

## Bergung und Konservierung derVasa
Der Meeresarchäologe Anders Franzén suchte die Vasa seit 1951, indem er auf einem Boot die Stockholmer Bucht durchkreuzte und systematisch ein Handlot herabließ. Am 25. August 1956 fand er in der Lotbohrung Holz. Der Taucher Per Edvin Fälting bestätigte, dass es sich bei dem Fund um das gesuchte Schiff handelte. Das Schiff war erstaunlich gut erhalten, was auch daran lag, dass der sogenannte Schiffsbohrwurm (Teredo navalis), der sonst alle Holzgegenstände in kürzester Zeit zerstört, aufgrund des niedrigen Salzgehaltes in diesem Teil der Ostsee nicht vorkommt.

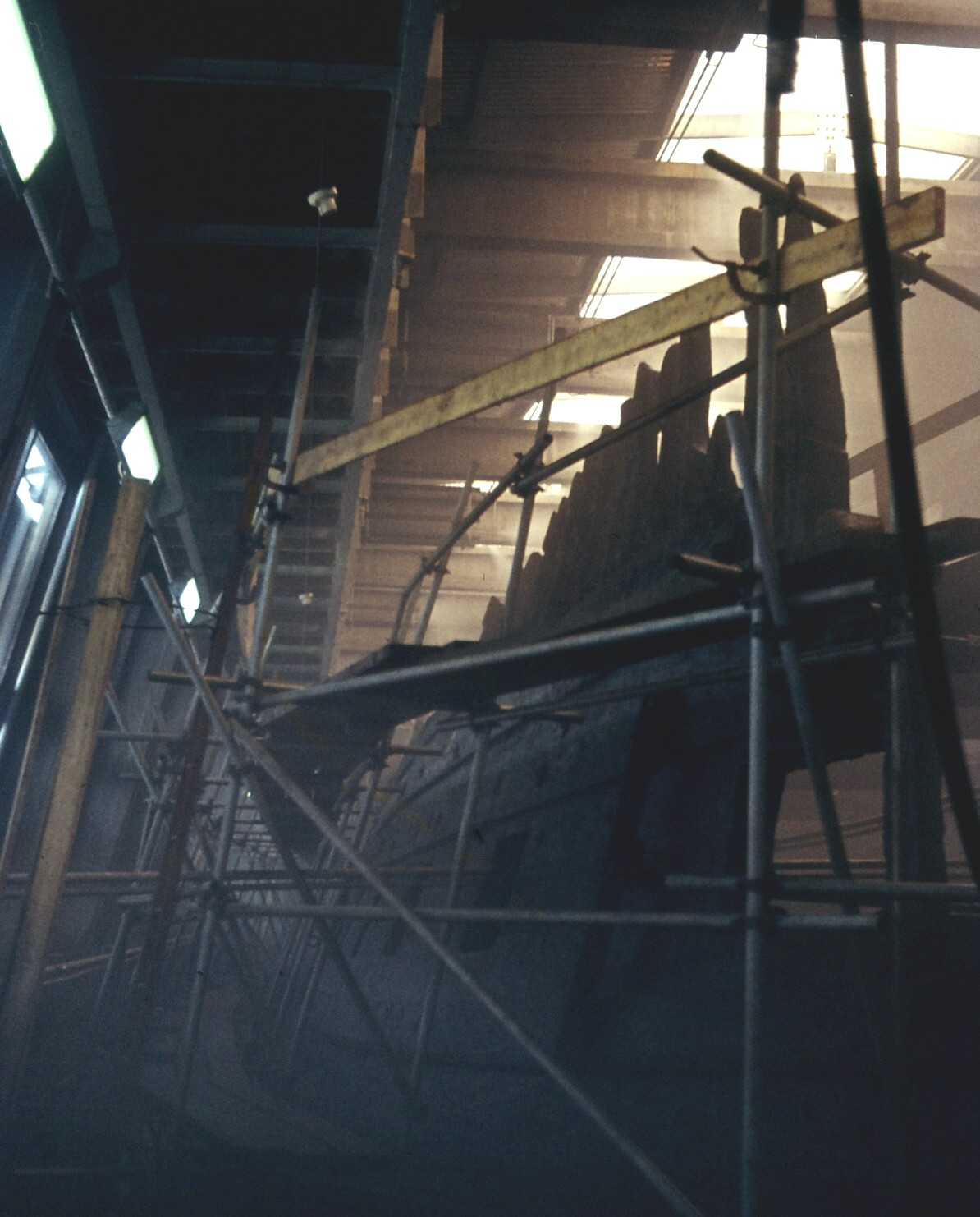
Die Vasa während der Konservierung 1963

Vom Herbst 1957 an spülten Taucher unter Franzéns Leitung zwei Jahre lang sechs Tunnel unter dem Schiff aus. Ende August 1959 vertäute man mehrere Pontons über dem Wrack, zog Stahltrossen durch die sechs Tunnel und hob das Schiff an. Der hohe Schwefelanteil im Hafenwasser hatte das Holz des Schiffes konserviert, deshalb konnte die Vasa in gut erhaltenem Zustand geborgen werden. Dann brachte man das Schiff in 16 Etappen in seichtes Gewässer. Anschließend wurden der Schiffsrumpf und die Kanonenpforten unter Wasser von Tauchern abgedichtet. Am 24. April 1961 gelang dann die endgültige Hebung. Danach wurde das Schiff von Wasser und Schlamm befreit und zur Insel Beckholmen zu einem Trockendock geschleppt. Die Fahrt über die Schwelle des Trockendocks musste die Vasa dabei auf eigenem Kiel schwimmend zurücklegen. Im Schlamm auf dem Schiffsboden fand man 13.000 Holzteile, 500 geschnitzte Figuren, 200 Ornamente, einige noch nicht geborgene Kanonen und 12.000 kleinere Gegenstände aus Holz, Textilien, Leder und Metall. Daneben fand man mehr als 4.000 Kupfermünzen aus der Regierungszeit Gustav II. Adolfs sowie 74 Silbermünzen aus dem 16. und 17. Jahrhundert.

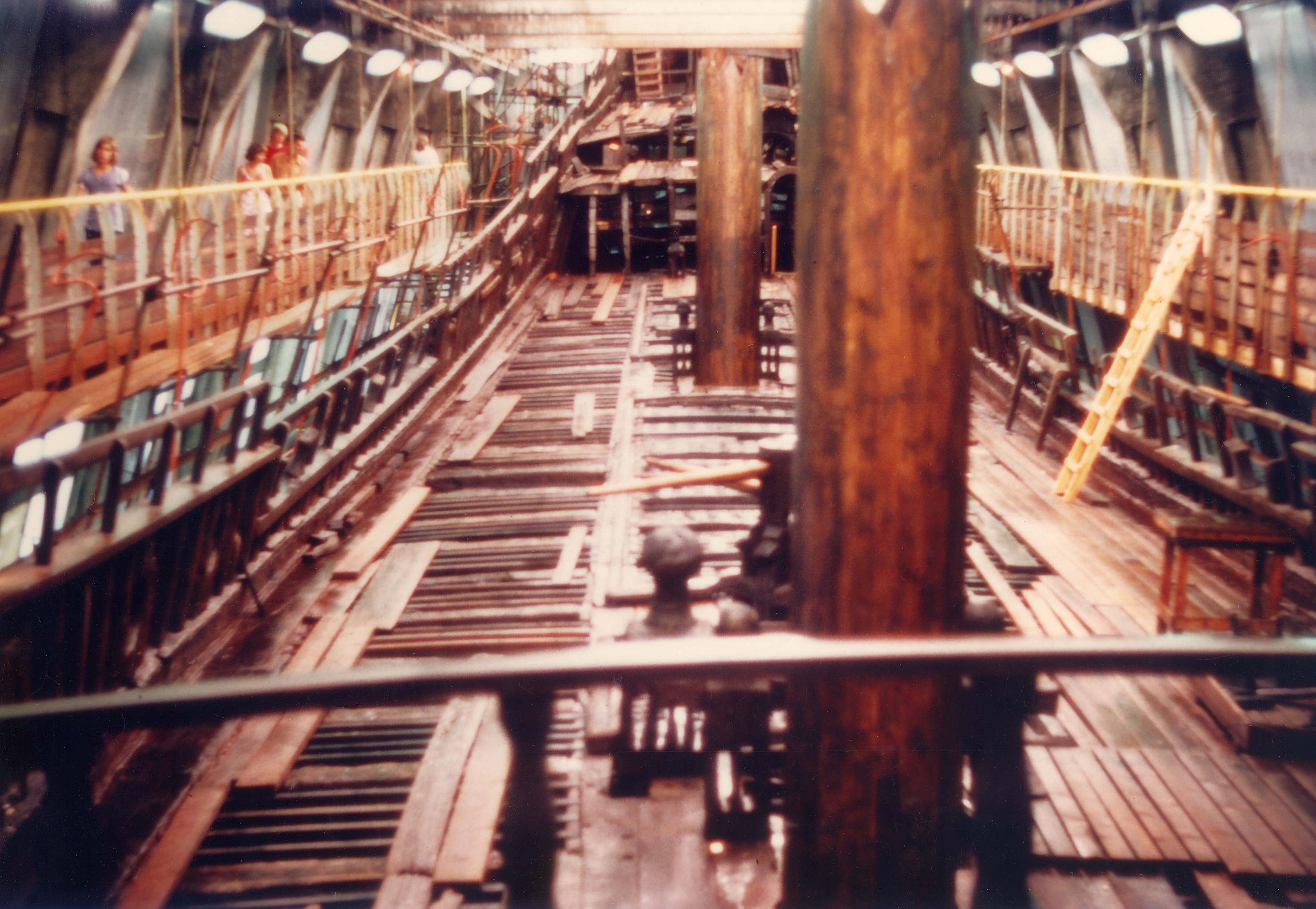
Restaurierungszustand 1975

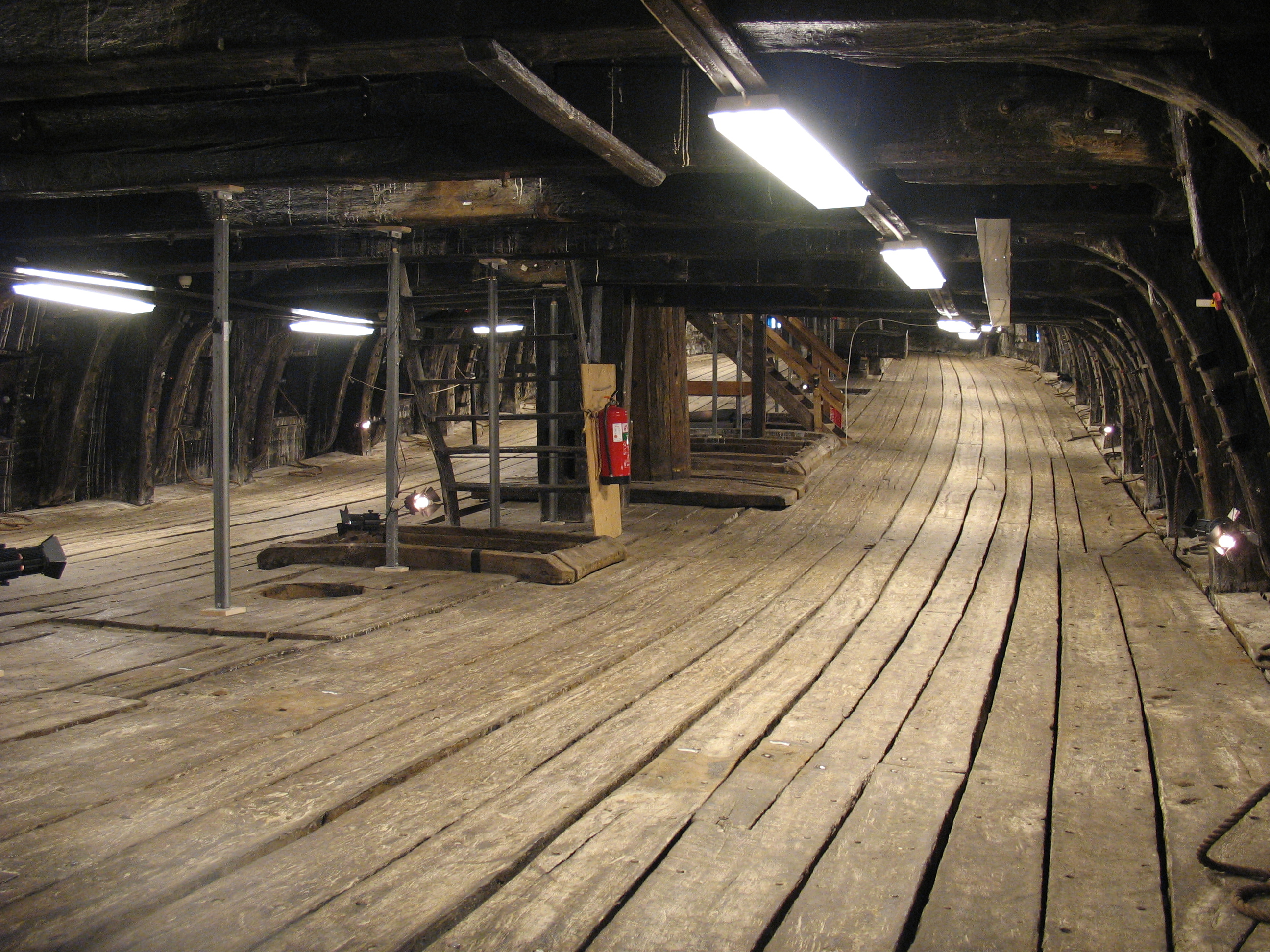
Innenansicht nach Restaurierung

Zunächst wurde das Schiff in einer Leichtmetallhalle untergebracht. Dort konnten der Schiffsrumpf und die Fundstücke in jahrelanger Kleinarbeit restauriert und konserviert werden. Um zu verhindern, dass das Holz beim Trocknen schrumpfte und riss, wurde es 17 Jahre lang mit Polyethylenglycol imprägniert.
Um das Jahr 2000 stellte man fest, dass der vom Holz während seiner Zeit im verunreinigten Wasser des Stockholmer Hafens aufgenommene Schwefel durch Oxidation mit Sauerstoff zu Schwefelsäure geworden war, die das Holz zersetzte. Diese Schwefelreste waren eine Gefahr für den Schiffskörper und die anderen Fundstücke. Zur Neutralisierung setzte man chemische Mittel und eine verbesserte Klimaanlage ein.
Wegen der chemischen Zersetzung des Holzes wurde im Jahr 2024 mit dem Austausch des Stützsystems der 1960er Jahre begonnen. Das geplante neue Stützsystem berücksichtigt im Gegensatz zum alten besser, wie der Schiffsrumpf konstruiert wurde, und stützt es dort, wo die Belastung am stärksten ist. Das alte Stützsystem verursachte kleine Bewegungen in den Hölzern, die zur Schwächung beitrugen. Neben der Erneuerung des äußeren Stützsystems wird auch im Inneren des Schiffes ein Stahlskelett konstruiert, um die Vasa zu stabilisieren. Die Arbeiten sollen im Jahr 2028 abgeschlossen sein.

## Das Vasa-Museum

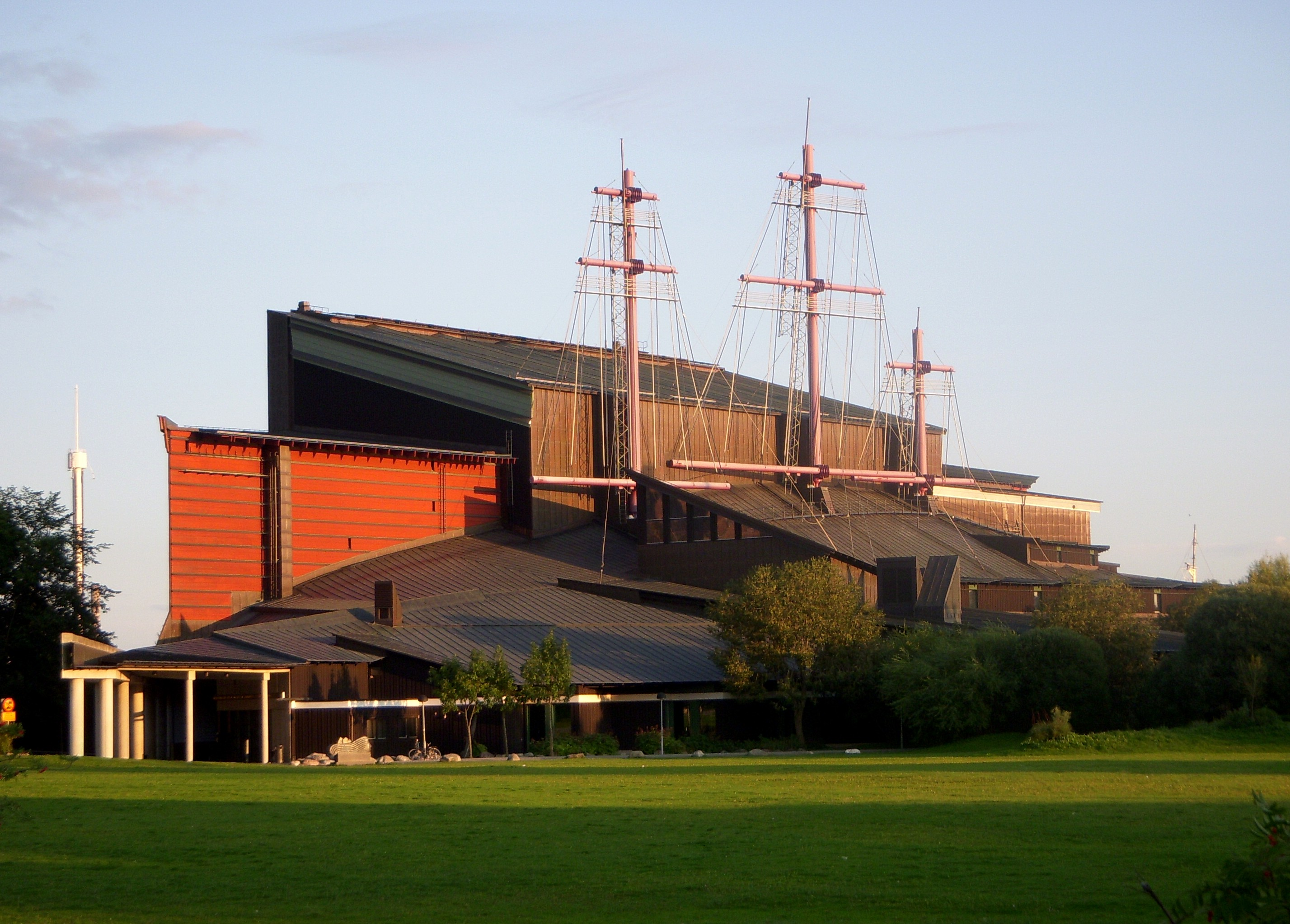
Das Vasa-Museum in Stockholm

Ein Sturm zerstörte 1987 einen Teil der Dachkonstruktion des Leichtmetallbaus. Man entschied sich deshalb für den Bau eines stabilen Museums, das 1990 durch Månsson & Dahlbäck Arkitektkontor fertiggestellt wurde. In deren 34 Meter hoher Haupthalle kann das Schiff jetzt im Vasa-Museum in Stockholm rundum besichtigt werden. Sieben Ebenen ermöglichen einen Blick auf das Schiff und damit einen Einblick in die Geschichte Schwedens. Das „Vasamuseet“ befindet sich in Djurgården hinter der Brücke Djurgårdsbron. Ein Modell der Vasa ist außerdem in der Schifffahrtsabteilung des Deutschen Technikmuseums Berlin ausgestellt.

## Filme / TV-Dokumentationen
- Stockholm 1628. Das Abenteuer der Vasa. (OT: Vasa 1628.) Dokumentarfilm mit szenischer Dokumentation in 2 Teilen: 45:41 Min. und 45:26 Min., Schweden, 2011, Buch und Regie: Anders Wahlgren, Produktion: Suecia Film, SVT, Sveriges Utbildningsradio (UR), NRK, YLE, Finlands Svenska Television (FST), deutsche Erstsendung: 22. Juni 2013 bei arte, Inhaltsangabe zu Teil 1 (Memento vom 4. Februar 2015 im Internet Archive) und zu Teil 2 (Memento vom 5. Februar 2015 im Internet Archive) von arte.
- Vasa, Schwedens Geisterschiff. Dokumentarfilm in zwei Teilen: 1. Katastrophe auf der Jungfernfahrt, 2. Zeitreise ins 17. Jahrhundert, beide Teile jeweils ca. 53 Minuten. Eine Co-Produktion von ARTE G.E.I.E. – FACTSTORY – SEPPIA FILM – SVT – 2023. Deutsche Erstausstrahlung: November 2023.[17]
- Die Vasa. Schwedens Geisterschiff Ein Film von Charlotte Notthegem, Yann Ollivier, Éric Morfaux, deutsche Bearbeitung: Hans Wu; ausgestrahlt im ORF am 30. August 2024 in der Reihe ORF History, online verfügbar bis 14. Oktober 2027